# گمینا زاکلیکوو
گمینا زاکلیکوو (به لهستانی:  Gmina Zaklików) یک گمینا در لهستان است که در شهرستان ستالووا وولا واقع شده‌است. گمینا زاکلیکوو ۲۰۲٫۱۵ کیلومتر مربع مساحت و ۸٬۷۰۹ نفر جمعیت دارد.